# Urdos
Urdos é uma comuna francesa na região administrativa da Nova Aquitânia, no departamento dos Pirenéus Atlânticos. Estende-se por uma área de 40,5 km². Em 2010 a comuna tinha 66 habitantes (densidade: 1,6 hab./km²).